# Antonio Paso y Cano
Antonio Afán de Ribera y Cano, conocido como Antonio Paso y Cano (Granada, 9 de septiembre de 1868-Madrid, 11 de julio de 1958) fue un dramaturgo y libretista de zarzuela español.

## Biografía
Era hijo natural de Antonia Cano y nieto del literato granadino Antonio Joaquín Afán de Ribera. Su medio hermano, el poeta y periodista bohemio Manuel Paso y Cano, hizo las veces de padre para él y tomaría su primer apellido.
Estudió con los Escolapios de Granada, donde cursó Filosofía y Letras. Fue el padre de Antonio Paso Díaz, Enrique Paso Díaz, Manuel Paso Andrés, Alfonso Paso Gil y 7 hijos más. Su segunda esposa fue la actriz Carmen Andrés. A los quince años de edad, ingresó como redactor en el periódico El Defensor de Granada. En 1890, se trasladó a Madrid, donde formó parte de la redacción de algunos periódicos, convirtiéndose en redactor jefe del diario La Correspondencia Militar. En 1894, estrenó su primera obra teatral, La Candelada. En 1897-1898, colaboró con el semanario Germinal.
Toda su vida colaboró activamente en la Sociedad General de Autores de España, ocupando diversos cargos en esta institución, de la cual llegó a ser presidente. Afectado por la desastrada muerte de su hermano alcohólico, fundó por su parte el Montepío de Autores Españoles para proteger a los autores incapacitados y a sus descendientes. En 1945, recibió un homenaje de las gentes de teatro.

## Obra
Sus piezas teatrales sobrepasan el cuarto de millar y, entre ellas, son de notar sobre todo las de teatro lírico, ya fueran las llamadas revistas, como El arte de ser bonita y Los presupuestos de Villapierde (1899, con música de Rafael Calleja Gómez y Vicente Lleó), o zarzuelas propiamente dichas, como Paso de ataque (1893), La mujer del saco (1893), Duelo a muerte o El tiro por la culata (1893), Compañía para Chicago (1893),Concurso Universal (1899), El Missisipi (1900), El respetable público (1902), Caretas políticas (1903), El pícaro mundo (1903), Gloria pura (1904), El rey del valor o Don Tancredo (1904), El cabo López (1904), Frou-Frou (1905), La mulata (1905), Los ojos negros (1908), El viajante en cueros (1928), Noche de cabaret (1928), Como pasan las horas (1933), La marcha de Real, La alegría de la huerta, El bateo, El asombro de Damasco, El niño judío, Benamor, Genio y figura, Los jardines del pecado, etc. En colaboración con José Sánchez Gerona y Gutiérrez Roig escribió el juguete cómico en tres actos y en prosa ¡Tío de mi vida! (1921). Sus éxitos se encuentran en todos los géneros, y fue el autor más importante de la primera mitad del siglo XX en España, consiguiendo éxitos continuos en teatros populares como Teatro Eslava y Teatro Martín, en donde triunfó con obras como La caída de la tarde, Ojo por Ojo o El apuro de pura.